# Zeugiten
Die Zeugiten (griechisch ζευγῖται von zeugos „Joch“ bzw. zygon „Glied der Phalanx“) waren die dritte der vier Zensusklassen nach der Verfassung des athenischen Staatsmanns Solon von 594 v. Chr. Es handelte sich dabei um Bauern mit nur einem Gespann und 200 Scheffeln Mindestertrag. Im Krieg dienten die Zeugiten als Hopliten. 
Als Folge der von Ephialtes vorangetriebenen Beseitigung der Vormachtstellung des Adels im Areopag durften die Zeugiten nach 458 v. Chr. auch die hohen Ämter des Archontats übernehmen.
Die anderen drei Zensusklassen waren Pentakosiomedimnoi, Hippeis und Theten.